# Leo (förnamn)
Leo är ett latinskt namn, som kommer från det grekiska ordet leon (λεων) och betyder lejon latinska namet Panthera leo.
Från 400-talet blev ordet mansnamn. Namnet är ett vanligt påvenamn. Den nuvarande påven, född Robert Francis Prevost, är den fjortonde att välja namnet.
Leo blev ett vanligt förnamn i Sverige under 1980-talet, och under 1990-talet blev det ett av de 100 vanligaste tilltalsnamnen bland nyfödda pojkar.
Den 31 december 2009 fanns det totalt 11496 män med förnamnet Leo i Sverige; av dessa har 7272 namnet Leo som tilltalsnamn. Dessutom finns 10 kvinnor som har förnamnet Leo och 643 personer som har efternamnet Leo.  I Finland fanns det vid samma tidpunkt 21 197 män med förnamnet Leo samt några kvinnor.
År 2003 fick 626 pojkar namnet i Sverige, varav 455 fick det som tilltalsnamn.
Namnsdag i Sverige: 28 juni. I bondesamhällets Närke var Leodagen ägnad åt att så rovor. I den finlandssvenska namnsdagslängden har Leo namnsdag 28 juni sedan starten 1929, då en egen namnsdagskalender togs i bruk för finlandssvenskar.

## Påvar
- Leo I (påve)
- Leo II (påve)
- Leo III (påve)
- Leo IV (påve)
- Leo V (påve)
- Leo VI (påve)
- Leo VII
- Leo VIII
- Leo IX
- Leo X
- Leo XI
- Leo XII
- Leo XIII
- Leo XIV

## Kungar och kejsare
- Leo I (kejsare) av Bysans (401 - 474)
- Leo II (flera olika)
- Leo II (bysantinsk kejsare)
- Leo III (kejsare) av Bysans (685 - 741)
- Leo IV (kejsare) av Bysans (750 - 780)
- Leo V (kejsare) av Bysans (775 - 820)
- Leo VI (flera olika)

## Andra personer med namnet Leo/Léo
- Leo Africanus, spansk historiker
- Leo (musiker)
- Leo Baekeland
- Leo Baxendale
- Leo Beenhakker
- Leo Berlin
- Leo Blech, tysk tonsättare och dirigent
- Leo von Caprivi, tysk general och rikskansler
- Léo Delibes, fransk tonsättare
- Leo Diegel, amerikansk golfspelare
- Leo Esaki, japansk fysiker och nobelpristagare
- Leo Fall, österrikisk tonsättare
- Leo Fender
- Léo Ferré, fransk poet och vissångare
- Leo Funtek, slovensk-finsk dirigent
- Hans Leo Hassler, tysk tonsättare
- Leo Kottke, amerikansk gitarrist
- Leo Lyons, brittisk basist
- Leo Matinpalo, finländsk sångare och musiker
- Leo Mechelin, finländsk politiker
- Leo McKern
- Leo Ruckman
- Leo Ryan
- Leo Sayer, brittisk musiker
- Leo Slezak
- Leo Stein, österrikisk librettist
- Leo Strauss, amerikansk filosof
- Leó Szilárd, ungersk-amerikansk kärnfysiker
- Lev Tolstoj, rysk författare
- Lev Trotskij, sovjetisk politiker
- Leo Varadkar, irländsk politiker
- Leo Ågren, finlandssvensk författare

## Fiktiva
- Leo från amerikanska animerad serien Små Einsteins